# Politikåret 1957

## Händelser

### Januari
- 10 januari - Harold Macmillan efterträder Anthony Eden som Storbritanniens premiärminister.[1]

### Mars
- 6 mars – Ghana blir självständigt från Storbritannien.[2]

### Juni
- 21 juni - John Diefenbaker efterträder Louis Saint-Laurent som Kanadas premiärminister.[3]

### Juli
- 10 juli – I Sverige höjer Riksbanksfullmäktige diskontot med 1 % till 5 %.
- 25 juli – Tunisien utropas till republik.[4]

### Augusti
- 31 augusti – Malajiska federationen blir självständigt.[5]

### September
- 26 september - Keith Holyoake efterträder Sidney Holland som Nya Zeelands premiärminister.[6]

### Oktober
- 2 oktober – I Sverige säger Kyrkomötet nej till svenska regeringens förslag om kvinnliga präster.
- 13 oktober – Folkomröstningen i pensionsfrågan i Sverige.
- 31 oktober – Regeringen Erlander III tillträder i Sverige.

### December
- 12 december - Walter Nash efterträder Keith Holyoake som Nya Zeelands premiärminister.[6]

## Val och folkomröstningar
- 14 maj – Folketingsval i Danmark.
- 15 september – Förbundsdagsval i Västtyskland.
- 7 oktober – Stortingsval i Norge.
- Okänt datum – Parlamentsval i Indien.

## Organisationshändelser
- 2 juli – Det svenska politiska partiet Bondeförbundet byter namn till "Centerpartiet"
- 15 juli – Efter den oväntade räntehöjningen i Sverige den 10 juli får riksbanksfullmäktiges ordförande Per Eckerberg sparken av regeringen. Ny ordförande blir Per Edvin Sköld
- 25 oktober – I Sverige beslutar Centerpartiets förtroenderåd att partiet ska lämna regeringen Erlander

## Födda
- 9 mars – Mona Sahlin,  svensk politiker, minister på ett flertal poster.
- 23 mars – Lucio Gutiérrez Borbúa, Ecuadors president 2003–2005.
- 24 april – Bamir Topi, Albaniens president 2007–2012.
- 19 juni – Anna Lindh, Sveriges miljöminister 1994–1998 och Sveriges utrikesminister 1998–2003.
- 28 juni – Georgi Părvanov, Bulgariens president sedan 2002–2012.
- 29 juni – Gurbanguly Berdimuhamedow, Turkmenistans president 2006–2022.

## Avlidna
- 4 januari – Theodor Körner, Österrikes förbundspresident 1951–1957.
- 26 januari – José Linhares, Brasiliens president 1945–1946.
- 17 mars – Ramon Magsaysay, Filippinernas president 1953–1957.
- 8 juli – Bernhard Näsgård, Sveriges jordbruksminister 1957.
- 26 juli – Carlos Castillo Armas, Guatemalas president 1954–1957.
- 4 augusti – Washington Luís Pereira de Sousa, Brasiliens president 1926–1930.

### Fotnoter
1. ↑  ”United Kingdom” (på engelska). World Statesmen. http://www.worldstatesmen.org/United_Kingdom.html. Läst 2 augusti 2015.
2. ↑  ”Ghana” (på engelska). World Statesmen. http://www.worldstatesmen.org/Ghana.html. Läst 7 november 2012.
3. ↑  ”Canada” (på engelska). World Statesmen. http://www.worldstatesmen.org/Canada.html. Läst 1 augusti 2015.
4. ↑  ”Tunisia” (på engelska). World Statesmen. http://worldstatesmen.org/Tunisia.html. Läst 9 november 2012.
5. ↑  ”Malaysia” (på engelska). World Statesmen. http://www.worldstatesmen.org/Malaysia.htm. Läst 22 november 2012.
6. 1 2  ”New Zealand” (på engelska). World Statesmen. http://www.worldstatesmen.org/New_Zealand.htm. Läst 1 augusti 2015.